# دورینو سرافینی
تئودورو «دورینو» سِرافینی (ایتالیایی: Teodoro "Dorino" Serafini؛ زادهٔ ۲۲ ژوئیهٔ ۱۹۰۹ در پزارو، مارکه، درگذشتهٔ ۵ ژوئیهٔ ۲۰۰۰) رانندهٔ مسابقات اتومبیل‌رانی اهل ایتالیا بود که در فصل ۱۹۵۰ در مجموع در یک گراند پری از مسابقات جهانی فرمول یک شرکت کرد.
او در طول دوران فعالیت خود در فرمول یک، ۱ بار بر روی سکو رفت و ۳ امتیاز را نیز به نام خود به‌ثبت رساند.
سرافینی در ۵ ژوئیهٔ ۲۰۰۰ درگذشت.